# Francesco Cortese
Francesco Cortese (1802 – Treviso, 24 ottobre 1883) è stato un medico italiano, distintosi oltre che nel campo della medicina anche in quello militare.

## Biografia

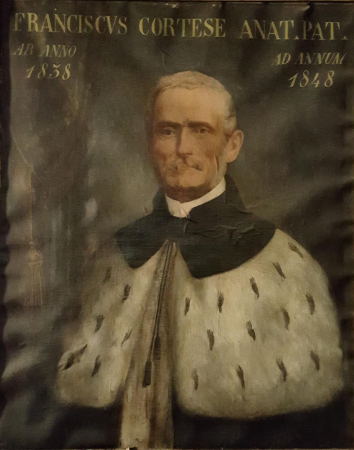
Francesco Cortese

Francesco Cortese nacque da una famiglia trevigiana e, almeno inizialmente, sembrava essere destinato alla carriera militare.
Divenne infatti un sottufficiale ma, ben presto, anche a causa della caduta di Napoleone, lasciò le scuole militari e tornò a Treviso.
Nel 1818, dopo aver completato le scuole secondarie, all'età di 16 anni, entrò all'Università di Padova.
Nel 1823 concluse il suo percorso universitario, ottenendo la laurea. A quel tempo, l'Università di Padova era una fra le più avanzate d'Europa riguardo agli studi chirurgici, clinici e anatomo-patologici. In aggiunta, essendo il Veneto allora sotto il dominio austriaco, anche l'Università di Padova risentiva dell'influenza della Scuola viennese.  Di conseguenza, all'età di 23 anni, Cortese si recò a Vienna, con il fine di partecipare ad un corso di perfezionamento chirurgico, tenuto dai maestri Vincenz von Kern e Joseph Wattmann.
Ritornato poi a Treviso, dal 1828 al 1838, divenne chirurgo provinciale della delegazione di Venezia.
Francesco Cortese riuscì, nel 1828, a vincere un concorso universitario nella città di Padova; questo gli permise di avere la possibilità di insegnare clinica chirurgica, nonostante la cattedra fu assegnata successivamente, per trasferimento, a Bartolomeo Signoroni. Cortese rimase quindi, dal 1838 al 1848, docente di anatomia nel plesso universitario di Padova e solo in seguito, tra il 1844 e il 1845, fu supplente alla cattedra di clinica chirurgica a causa della morte di Signorini.
Il decennio nella scuola anatomica padovana viene ricordato come il più gratificante di tutta la vita del medico.
Il 1848 fu una anno molto importante per Cortese, perché gli cambiò radicalmente la vita, rendendolo uno dei medici militari più importanti del periodo risorgimentale. Nel 1815 Veneto e Lombardia erano stati annessi all'Austria con il nome di Regno lombardo-veneto. Corre l'anno 1848, quando in seguito alle rivolte d'indipendenza presenti in tutta Europa, gli studenti dell'Università di Padova si schierarono a favore dell'indipendenza dagli Austriaci, fino allo scontro con l'esercito straniero. Cortese, che in quell'anno era stato eletto rettore, difese apertamente i suoi studenti e il loro gesto di libertà. A causa di ciò, venne inserito però nei libri neri della polizia e perseguitato.
Successivamente, nel periodo in cui si stanziò a Padova, Cortese prese parte ad un comitato di governo sostenuto dalle milizie italiane. Purtroppo però, dopo questi successi, gli venne repressa la libertà e si trovò costretto a continuare la lotta d'indipendenza in territorio veneziano. Venne nominato medico del terzo reggimento lombardo e ricoprì questo incarico anche durante la battaglia di Custoza.  Poco dopo se ne andò dal Veneto e si mise al servizio come chirurgo, all'ospedale di Torino e poi in quello di Asti, nel piemontese. Da questi incarichi iniziò la sua scalata che lo vide come medico militare durante le campagne del 1849 e 1859. Poco più di dieci anni dopo quest'ultima campagna, venne eletto presidente del Consiglio superiore di Sanità, il cui ruolo lo esercitò fino al 1880, anno in cui si ritirò volontariamente, per problemi di salute.
Nei tre anni successivi lottò contro un'ischemia cerebrale e successivamente una paresi, che lo portarono alla morte il 24 Ottobre 1883.

## Modifiche apportate al teatro anatomico di Padova
Quando Cortese fu docente di anatomia a Padova, si adoperò per la modifica del teatro anatomico cinquecentesco, in parte visibile ancora al giorno d'oggi.  Alcune modifiche vennero poi anche apportate al museo anatomico, adiacente al teatro.
Cortese fece sopraelevare il piano su cui poggiava il tavolo settorio (relativo all'autopsia), in modo tale da costruire un nuovo livello ligneo, che si è conservato fino ai giorni nostri. Egli inoltre fece costruire un lucernario, che venne però demolito solamente qualche anno dopo al fine di ripristinare l'antico soffitto del teatro.

## Collezione personale di crani
Cortese, durante l'esercizio della professione di professore, collezionò una serie di crani appartenenti a suoi amici defunti. Ciò che ai nostri occhi può sembrare un gesto macabro, veniva invece considerato dal medico come un gesto di riconoscenza, di affetto e di rispetto, quasi di venerazione. 
Tale collezione di crani è esposta al museo anatomico, adiacente al teatro anatomico di Padova, grazie ad una smentita leggenda: si narra che nel corso degli anni, i professori, di cui Cortese deteneva i crani, vollero donare il proprio corpo alla scienza ed è grazie a tale credenza che tutt'oggi sono visibili al pubblico.  La falsità di questa leggenda viene in particolar modo affermata nell'articolo: Francesco Cortese e Giampaolo Vlacovich, Di alcuni crani di scienziati distinti che si conservano nel Museo anatomico dell'Università di Padova e che appartennero alla sua Scuola, 1881., scritto da Cortese e dal suo collega, nonché successore alla stessa cattedra, Giampaolo Vlacovich. In tale articolo si legge che Cortese iniziò tale collezione per caso, entrando in possesso del cranio di Santorio Santori, docente di medicina teorica a Padova fra il 1611 e il 1624.
Al cranio di Santorio, sostenne poi,
(Francesco Cortese)
Si tratta dei crani di: Salvatore dal Negro, Antonio Meneghelli, Floriano Caldani, Stefano Gallini, Pier Luigi Mabil e Bartolomeo Signoroni, vissuti a cavallo tra Sette e Ottocento.
Il reale scopo di Cortese era però quello di effettuare misurazioni antropomorfe su tali crani, per verificare così le teorie frenologiche e antropologiche in voga in quel periodo.